# Triangolo di fuoco
Triangolo di fuoco è un film del 1993, diretto da Glenn Gordon Caron.